# Tiesuoguan (ort i Kina, Shaanxi, lat 32,87, long 106,41)
Tiesuoguan är en ort i Kina. Den ligger i provinsen Shaanxi, i den nordvästra delen av landet, omkring 280 kilometer sydväst om provinshuvudstaden Xi'an. Antalet invånare är 14 818. Befolkningen består av 7 114 kvinnor och 7 704 män. Barn under 15 år utgör 15,0 %, vuxna 15-64 år 73 %, och äldre över 65 år 11,0 %.
Runt Tiesuoguan är det ganska tätbefolkat, med 90 invånare per kvadratkilometer. Närmaste större samhälle är Gaozhaizi, 7,9 km väster om Tiesuoguan. I omgivningarna runt Tiesuoguan växer i huvudsak blandskog.
Genomsnittlig årsnederbörd är 1 170 millimeter. Den regnigaste månaden är juli, med i genomsnitt 268 mm nederbörd, och den torraste är december, med 2 mm nederbörd.